# Apophalloides pyriformis
Apophalloides pyriformis är en plattmaskart. Apophalloides pyriformis ingår i släktet Apophalloides och familjen Heterophyidae. Inga underarter finns listade i Catalogue of Life.